# 트롱프뢰유

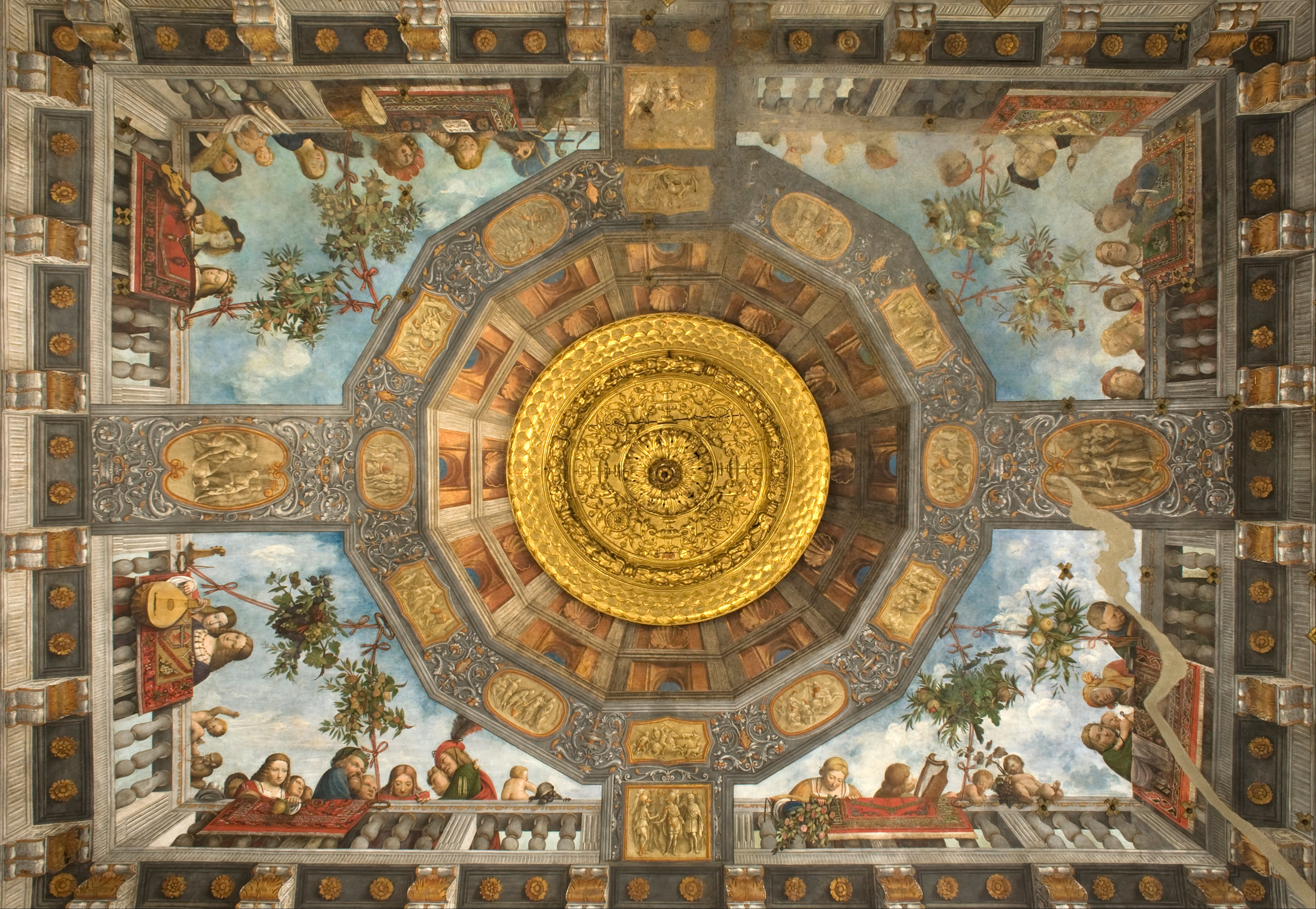
이탈리아 페라라 국립 고고학 박물관의 보물실 천장, 1503~1506년 작품

트롱프뢰유(프랑스어: Trompe-l'œil, tʁɔ̃p lœj (도움말·정보), lit. '눈속임')는 2차원 공간에 3차원 공간과 사물을 매우 사실적인 착시를 통해 옮기는 미술 기법을 의미한다. 주로 회화에서 관람자로 하여금 표현된 공간이나 사물을 사실로 착각하게끔 하는 기법으로, 건축에서는 비슷한 기법으로 인위적 원근법이 있다.

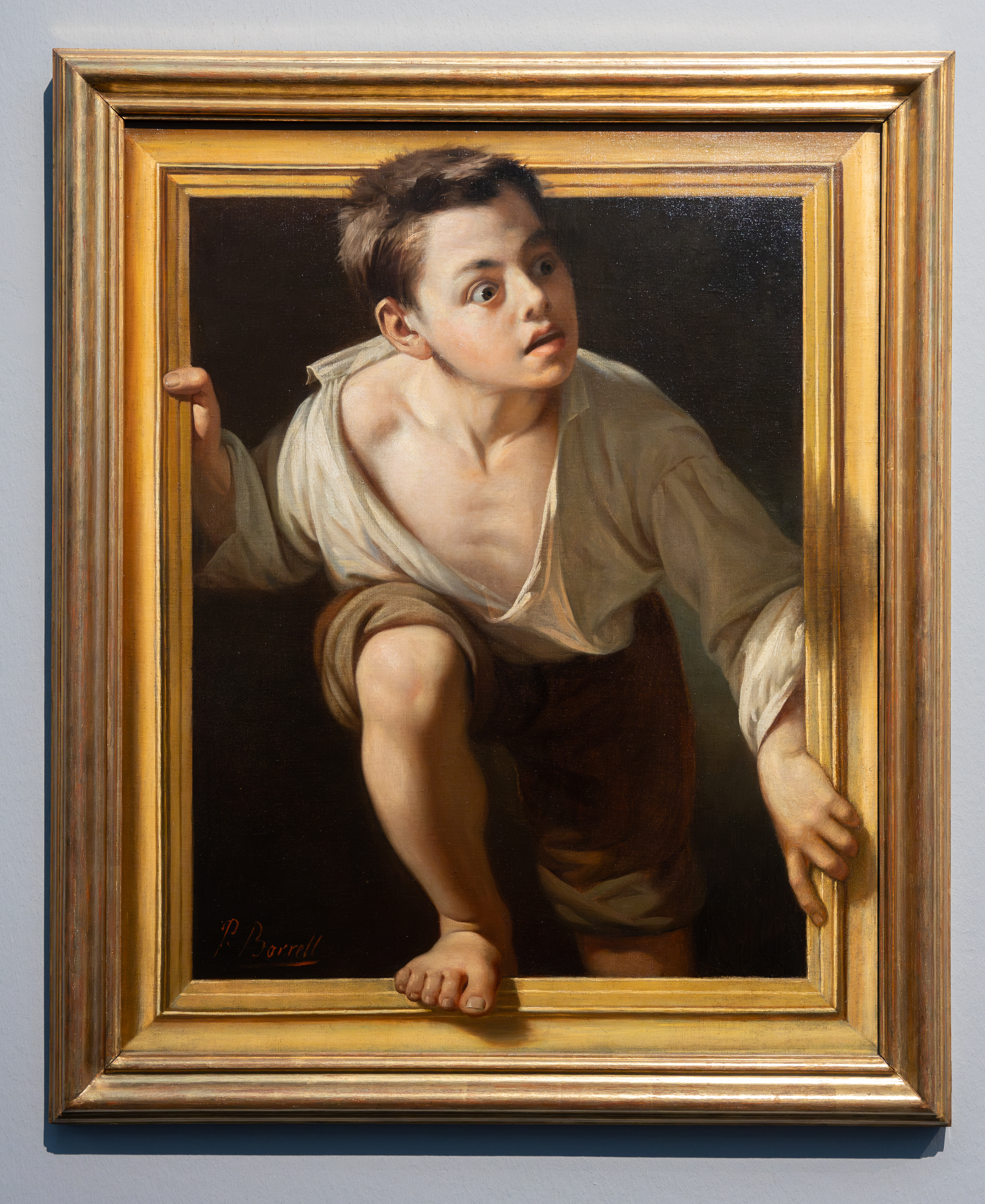
페르 보렐 델카소, 《비평으로부터의 탈출》(Escaping Criticism), 1874년 작